# Кеј Такасе
Кеј Такасе (јап. 高瀬慧; Шизуока, 25. новембар 1988) јапански је атлетичар, чија су специјалност спринтерске дисциплине. Члан је атлетског клуба Фуџицу.
Такмичио се у тркама 200 метара на Олимпијским играма у Лондону 2012. године. Учествовао је у истој дисциплини и на светским првенствима 2013. у Москви и 2015. у Пекингу, без вечег успеха. У последње време више учествује у тркама на 100 метара у на разним митинзима тако је митингу Кавасаки поставио и лични рекорд 10,09 м у мају 2015. године.
Више успеха је имао на азијским првенствима и азијским грама где је освојио 1. златну, 2 сребрне и све бронзане медаље.

## Значајнији резултати
| Датум | Такмичење                               | Место                  | Пласман | Дисциплина | Резултат |
| ----- | --------------------------------------- | ---------------------- | ------- | ---------- | -------- |
| 2011  | Азијско првенство                       | Кобе                   |         | 4 х 400 м  | 3:04,72  |
| 2012  | Олимпијске игре                         | Лондон                 | 18.     | 200 м      | 20,70    |
| 2012  | Олимпијске игре                         | Лондон                 | 12.     | 4 х 400 м  | 3:03,86  |
| 2013  | Азијско првенство                       | Пуна                   |         | 200 м      | 20,92    |
| 2013  | Азијско првенство                       | Пуна                   |         | 4 х 100 м  | 39 s 11  |
| 2013  | Светско првенство                       | Москва                 | 6.      | 4 х 100 м  | 38,39    |
| 2014  | ИААФ Светско првенство у тркама штафета | Насау                  | 5.      | 4 х 100 м  | 38:40    |
| 2014  | Азијске игре                            | Инчон                  |         | 100 м      | 10,15    |
| 2014  | Азијске игре                            | Инчон                  |         | 4 х 100 м  | 38,49    |
| 2015  | Светско првенство                       | Пекинг                 | 25.     | 100 м      | 10,15    |
| 2015  | Светско првенство                       | Пекинг                 | 24.     | 200 м      | 20,64    |
| 2016. | Олимпијске игре                         | Рио де Женеиро, Бразил | 55.     | 200 м      | 20,71    |

## Лични рекорди
| Дисциплина | Резултат      | Место    | Датум         |
| ---------- | ------------- | -------- | ------------- |
| 100 м      | 10,09 (- 0,1) | Кавасаки | 10. мај 2015. |
| 200 м      | 20,14 (+1,0)  | Кумагаја | 17. мај 2015. |